# Taurus KEPD 350
 Taurus KEPD 350  (acrònim en anglès que significa Target Adaptive Unitary and dispenser Robotic Ubiquity System/Kinetic Energy Penetrator and Destroyer) és un míssil de creuer de llarg abast, desenvolupat per l'empresa de capital conjunt alemany i suec TAURUS Systems GmbH. El míssil és usat per les forces aèries d'Alemanya i Espanya.
El míssil Taurus té capacitat furtiva, el seu radi d'abast és de 500 km, i està proveït d'un motor turboventilador capaç d'assolir Mach 0,9. Poden portar-diferents avions.

## Resum
El míssil incorpora característiques de sigil i té un rang oficial major de 500 km. Taurus està equipat d'un motor de turboventilador engine que arriba a Mach 0,8~0,9 i pot ser transportat pels avions Tornado, Eurofighter Typhoon, Gripen i el F/A-18.
La doble ogiva de 500 kg anomenada Mephisto (Multi-Effect Penetrator, HIgh Sophisticated and Target Optimised) compta amb una precàrrega i càrrega inicial de penetració a terra o introduir-se en un búnker, on a continuació hi ha un retard variable d'espoleta per controlar la detonació de l'ogiva principal. El míssil pesa uns 1400 kg i té un diàmetre màxim d'1 m. Els objectius previstos són búnquers, centres de control i comunicacions; instal·lacions d'aèries; portuàries; magatzem d'AMS/munició; vaixells en ports/al mar i ponts.
El míssil també inclou mesures de contraatac com a mecanisme d'autodefensa.
Els planificadors de la missió programen el míssil amb el seu objectiu, ubicacions de defensa aèria i la zona terrestre prevista, llavors el míssil utilitza una ruta de vol baix del terreny guiat per INS, IBN, TRN i GPS a la proximitat de l'objectiu, tot i que és capaç de navegar a través de llargues distàncies sense suport GPS. Un cop allà, el míssil comença una maniobra (escalada) a una altitud destinada a aconseguir la major probabilitat d'obtenció i penetració de l'objectiu. Durant el vol una càmera d'infraroig a alta resolució dona suport a la navegació utilitzant el IBN i també és utilitzat per l'atac a l'objectiu sense GPS. El míssil Intenta seleccionar una imatge de la càmera amb el previst model en 3D de l'objectiu. Si no pot, per defecte es canvia a altres sistemes de navegació, o, si hi ha un alt risc de danys col·laterals, es dirigirà a un punt de xoc pre-designat en comptes de córrer el risc d'un atac inexacte amb conseqüències no desitjades.
TAURUS Systems GmbH també ha proposat una variant anti-vaixell.

### Exportació
El govern d'Espanya va comprar 43 míssils. La integració del TAURUS en la línia de servei de la Força Aèria Espanyola ha estat certificat per la finalització amb èxit d'una campanya de proves dedicades a Sud-àfrica, dutes a terme el maig de 2009.
Corea del Sud té previst demanar 200 míssils per integrar-se amb els seus F-15K Slam Eagles després d'haver estat rebutjat pels míssils AGM-158 JASSM de Lockheed Martin per Washington. L'Assemblea Nacional de Corea ha assessorat al govern a reavaluar els seus plans de comprar el TAURUS citant alts costos.
TAURUS Systems GmbH ha ofert el Taurus KEPD 350 a la Força Aèria de l'Índia pels seus jets de combat Sukhoi Su-30MKI.

## Operadors
Els següents països disposen del míssil Taurus:
- Alemanya: 600 míssils encarregats per a la Luftwaffe per 570 milions d'euros.[9]
  - Eurofighter Typhoon
  - Panavia Tornado
- Espanya: 46 míssils per a l'Exèrcit de l'Aire d'Espanya.[10][11]
  - Eurofighter Typhoon
  - EF-18 Hornet

## Galeria

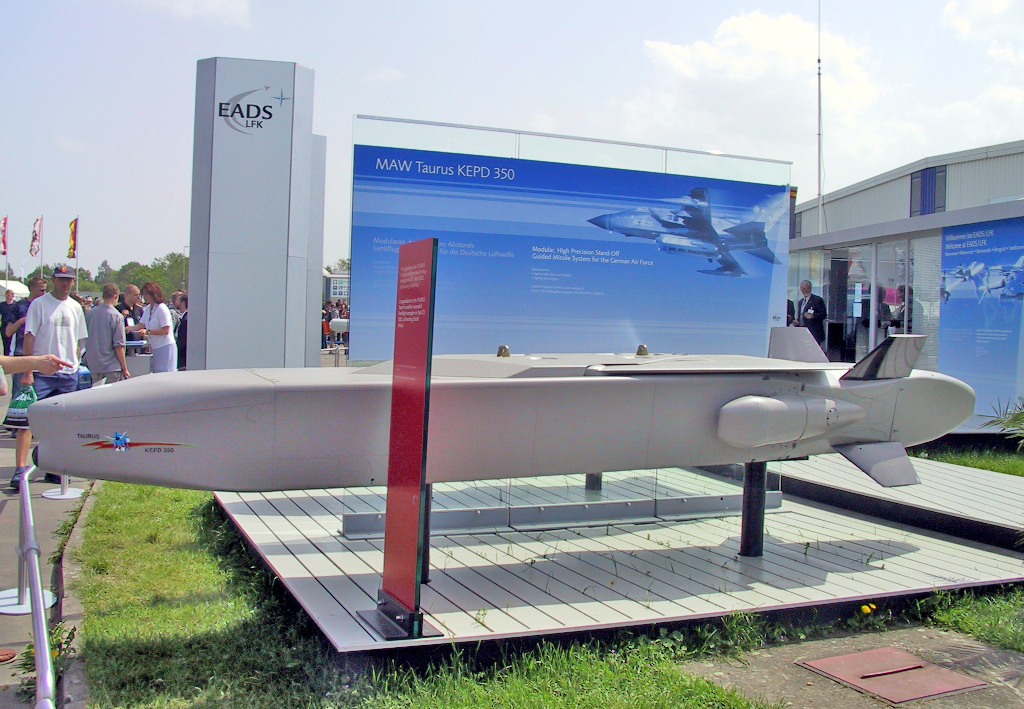
Míssil Taurus KEPD 350 en l'Exhibició Aeroespacial Internacional (ILA) de 2002.
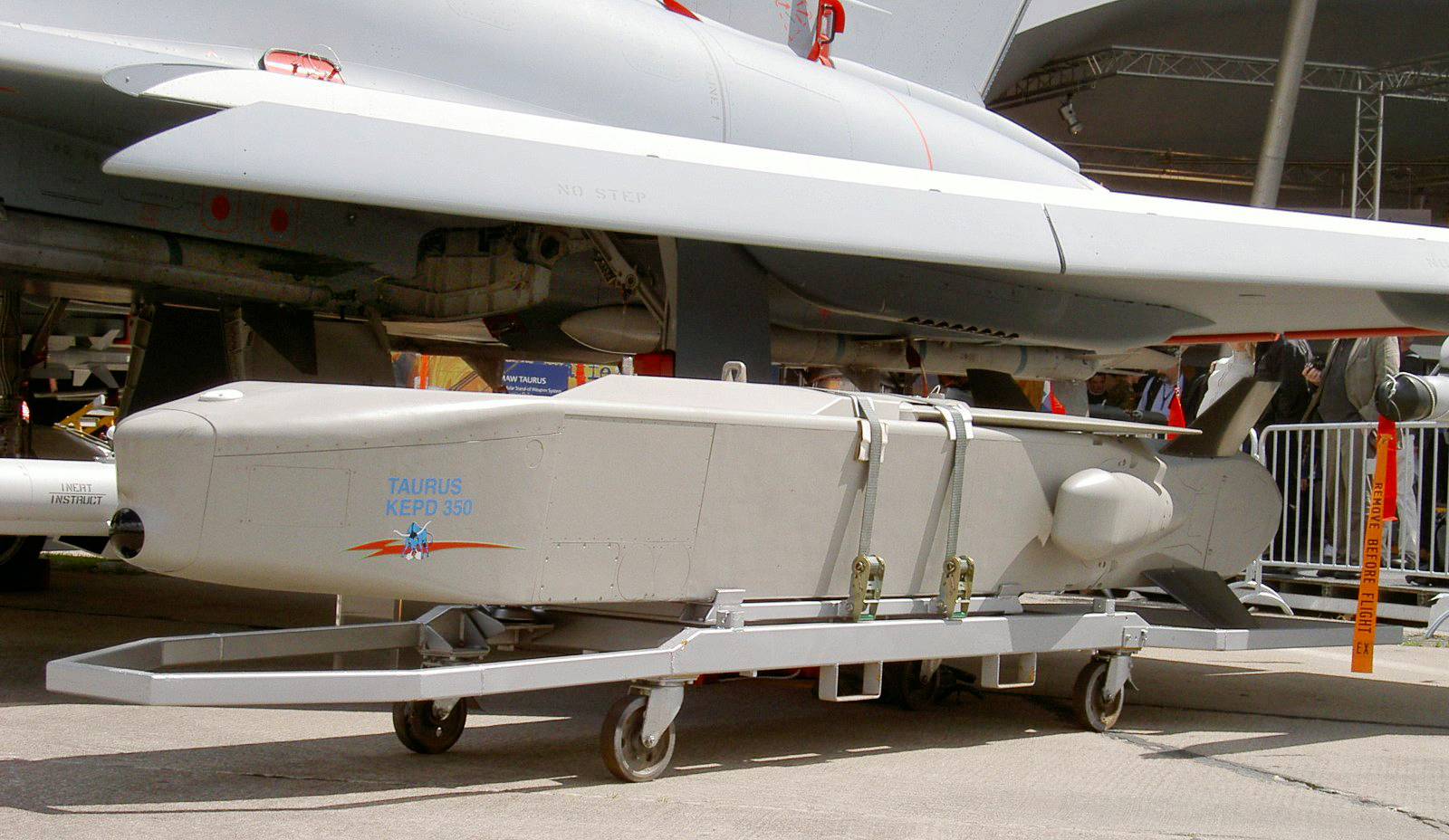
Míssil Taurus KEPD 350.